# Osservatorio della Costa Azzurra
L'osservatorio della Costa Azzurra (OCA) è un osservatorio astronomico pubblico dotato di un'autonomia amministrativa e finanziaria. L'OCA raccoglie e indirizza le attività di ricerca in Scienze della Terra e dell'Universo condotte all'interno di tre unità di ricerca della Riviera (UNS, CNRS, IRD). L'osservatorio è installato in quattro siti: l'Altopiano di Calern, il Monte Gros, sede storica dell'osservatorio della Costa Azzurra, il Castello di Valrose a Nizza e il parco tecnologico di Sophia-Antipolis.

## Storia dell'osservatorio
L'osservatorio è stato creato nel 1881 da Raphael Bischoffsheim; alla fine degli anni sessanta del XX secolo fu creato il Laboratorio Universitario di Astrofisica di Nizza, che si occupava principalmente di studi sulla diffusione ottica attraverso l'atmosfera.
Nei primi anni settanta, l'osservatorio di Parigi costruì vicino a Nizza una stazione di osservazione sull'altopiano di Calern.
Nel 1986 l'osservatorio di Nizza si fuse con il Centro di ricerca in geodinamica e astrometria (CERGA) per formare l'osservatorio delle Alpi Marittime, divenuto nel 1988 l'osservatorio della Costa Azzurra.
Dall'inizio del 2015, l'OCA è membro dell'Università della Costa Azzurra, che riunisce istituti di insegnamento e di ricerca nella regione di Nizza.

## Attività scientifiche
Le attività scientifiche dell'osservatorio si sviluppano in tre unità di ricerca:
- ARTEMIS:[4] rilevamento di onde gravitazionali, in collaborazione con VIRGO.
- LAGRANGE[5]: planetologia, fisica stellare, analisi dei dati e cosmologia, fluidi e plasmi, turbolenza e cosmologia.
- GEOAZUR[6]: Scienze della Terra , dinamiche della litosfera e metrologia dell'universo vicino. Questa unità è supervisionata dall'Université Côte-d'Azur, dal CNRS e dall'IRD. Géoazur è responsabile della flotta di sismometri marini dell'IRD. Sviluppa anche moderne strumentazioni subacquee.

L'OCA partecipa allo sviluppo di numerosi strumenti e strutture in ambito astrofisico operanti a terra e nello spazio:

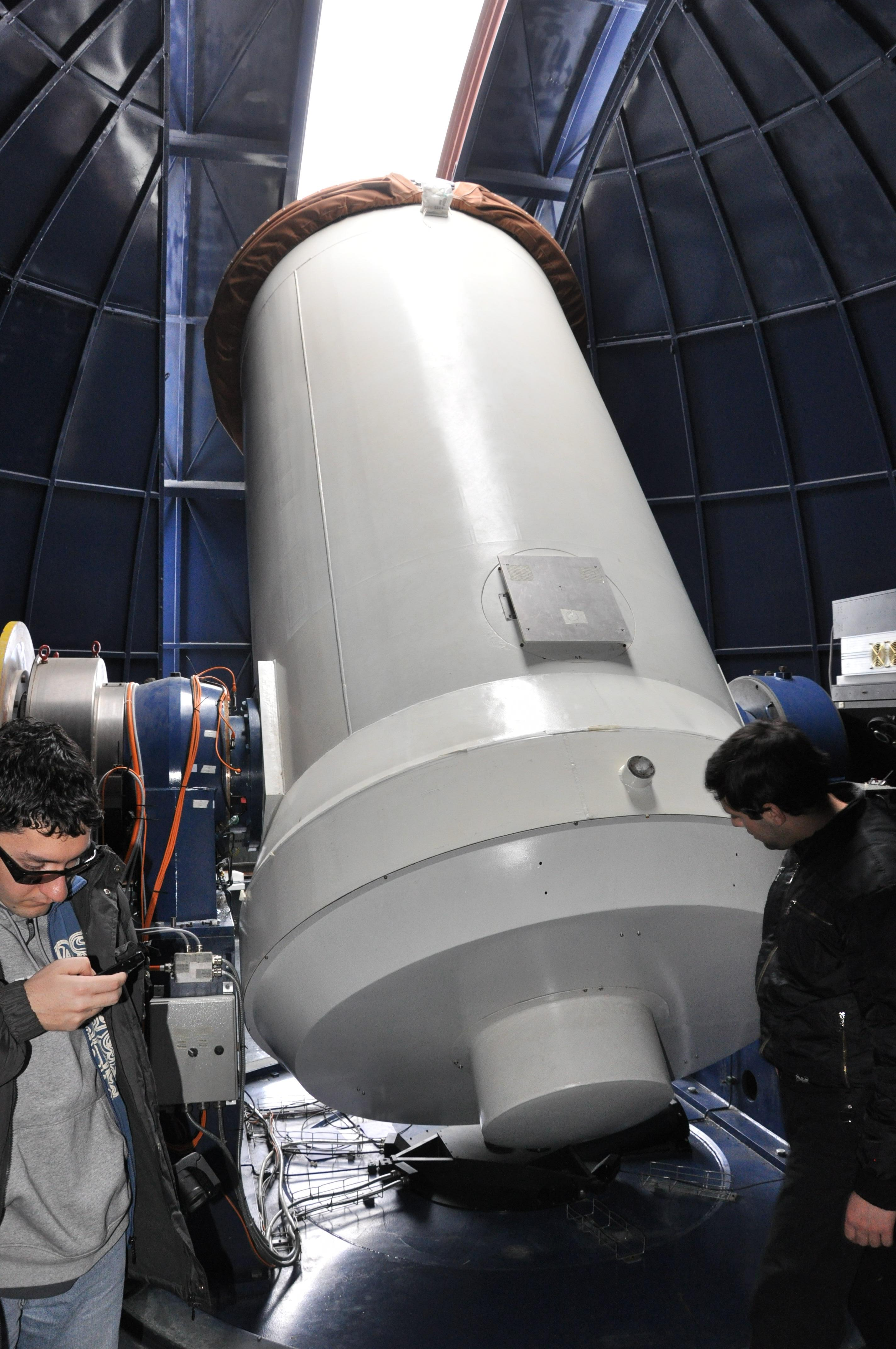
Un telescopio nell'Osservatorio della Costa Azzurra

### Strumentazione a terra
| Nome                     | Messa | dominio                                            | Luogo                 |
| ------------------------ | ----- | -------------------------------------------------- | --------------------- |
| I2T                      | 1974  | Primo interferometro con due telescopi             | CERGA                 |
| GI2T                     | 1986  | Grande interferometro                              | CERGA                 |
| SOIRDeTe                 | 1990? | Interferometro con due telescopi a eterodina(C2PU) | CERGA                 |
| Laser Lune / MEO         | 1981  | Misurazione della distanza Terra-Luna              | CERGA                 |
| VIRGO                    | 2003  | Rilevazione di onde gravitazionali                 | Pisa                  |
| AMBER                    | 2004  | Interferometria                                    | Cerro Paranal in Cile |
| Studio di Vega con CHARA | 2007  | Interferometria                                    | Mounte Wilson in USA  |
| SPHERE                   | 2013  | Spettrofotometro a infrarossi con ottica adattiva  | VLT - Cile            |
| MATISSE                  | 2015  | Interferometria                                    | Cerro Paranal in Cile |

### Strumentazione nello spazio
| Nome   | Operatività | dominio                      | Luogo                             |
| ------ | ----------- | ---------------------------- | --------------------------------- |
| COROT  | 2006        | Astrosismologia / Transiti   | Orbita polare circolare inerziale |
| PICARD | 2010        | Misura del diametro del sole | Orbita eliosincrona               |
| EUCLID | 2020        | Sondaggio cosmologico        | Punto di Lagrange L2              |
| GAIA   | 2013        | Astrometria                  | Punto di Lagrange L2              |

## L'Observatorium
L'Observatorium è una struttura in fase di definizione progettata e finalizzata alla valorizzazione del patrimonio e delle attività svolte dall'osservatorio della Costa Azzurra. L'Observatorium si trova sul Monte Gros, sull'altopiano di Calern, ed è concepito per dotare il paese di Nizza di un'attrezzatura per la diffusione della cultura scientifica e del turismo culturale. Il progetto ha già ricevuto il sostegno dello stato, della regione Provenza-Alpi-Costa Azzurra, del Consiglio generale delle Alpi marittime e della città di Nizza.
L'Observatorium persegue tre obiettivi: la conservazione, la valorizzazione e l'arricchimento del patrimonio di cui l'OCA rimane proprietario. Il cuore del progetto nasce dal desiderio della comunità scientifica di costruire un ponte tra il mondo della ricerca e la città. In questo senso, lo sfruttamento museografico delle collezioni del patrimonio dell'osservatorio sarà un supporto fondamentale per la divulgazione al vasto pubblico dei temi contemporanei di astronomia e astrofisica. Sempre con questo spirito, si auspica l'apertura permanente al pubblico di un sito di ricerca. La scuola fungerà anche da centro di apprendimento e formazione per guide scientifiche e come centro di risorse educative e didattiche per insegnanti, studenti e ricercatori.